# Таџикистан на Светском првенству у атлетици на отвореном 2017.
Таџикистан је учествовао на Светском првенству у атлетици на отвореном 2017. одржаном у Лондону од 4. до 13. августа тринаести пут, односно учествовао је под данашњим именом на свим првенствима од 1993. до данас. Репрезентацију Таџекистана  представљала су 2 атлетичара (1 мушкарац и 1 жена) коју су се такмичила у две дисциплине.,.
На овом првенству представници Таџикистана нису освојили ниједну медаљу. У табели успешности према броју и пласману такмичара који су учествовали у финалним такмичењима (првих 8 такмичара) Таџикистан је са 1 учесником у финалу делио 58. место са 2 бода..
| Пл.  | Земља      | 1. место | 2. место | 3. место | 4. место | 5. место | 6. место | 7. место | 8. место | Бр. фин. | Бод. |
| ---- | ---------- | -------- | -------- | -------- | -------- | -------- | -------- | -------- | -------- | -------- | ---- |
| =58. | Таџикистан | 0        | 0        | 0        | 0        | 0        | 0        | 1        | 0        | 1        | 2    |

## Учесници
| Мушкарци: - Дилшод Назаров — Бацање кладива | Жене: - Кристина Пронженко — 400 м препоне |  |

## Резултати

### Мушкарци
| Атлетичар      | Дисциплина     | Лични рекорд | Квалификације | Квалификације | Финале   | Финале | Детаљи |
| Атлетичар      | Дисциплина     | Лични рекорд | Резултат      | Место         | Резултат | Место  | Детаљи |
| -------------- | -------------- | ------------ | ------------- | ------------- | -------- | ------ | ------ |
| Дилшод Назаров | Бацање кладива | 80,71        | 75,54 КВ      | 5. у гр. А    | 77,22    | 7 / 32 |        |

### Жене
| Атлетичарка        | Дисциплина    | Лични рекорд | Квалификације | Квалификације | Полуфинала            | Полуфинала            | Финале                | Финале  | Детаљи |
| Атлетичарка        | Дисциплина    | Лични рекорд | Резултат      | Пласман       | Резултат              | Пласман               | Резултат              | Пласман | Детаљи |
| ------------------ | ------------- | ------------ | ------------- | ------------- | --------------------- | --------------------- | --------------------- | ------- | ------ |
| Кристина Пронженко | 400 м препоне | 59,34 НР     | 1:03,44       | 8 у гр. 3     | није се квалификовала | није се квалификовала | није се квалификовала | 39 / 39 |        |